# Zingst
Zingst est une municipalité allemande du land de Mecklembourg-Poméranie-Occidentale et de l'arrondissement de Poméranie-Occidentale-Rügen.

## Galerie de photos

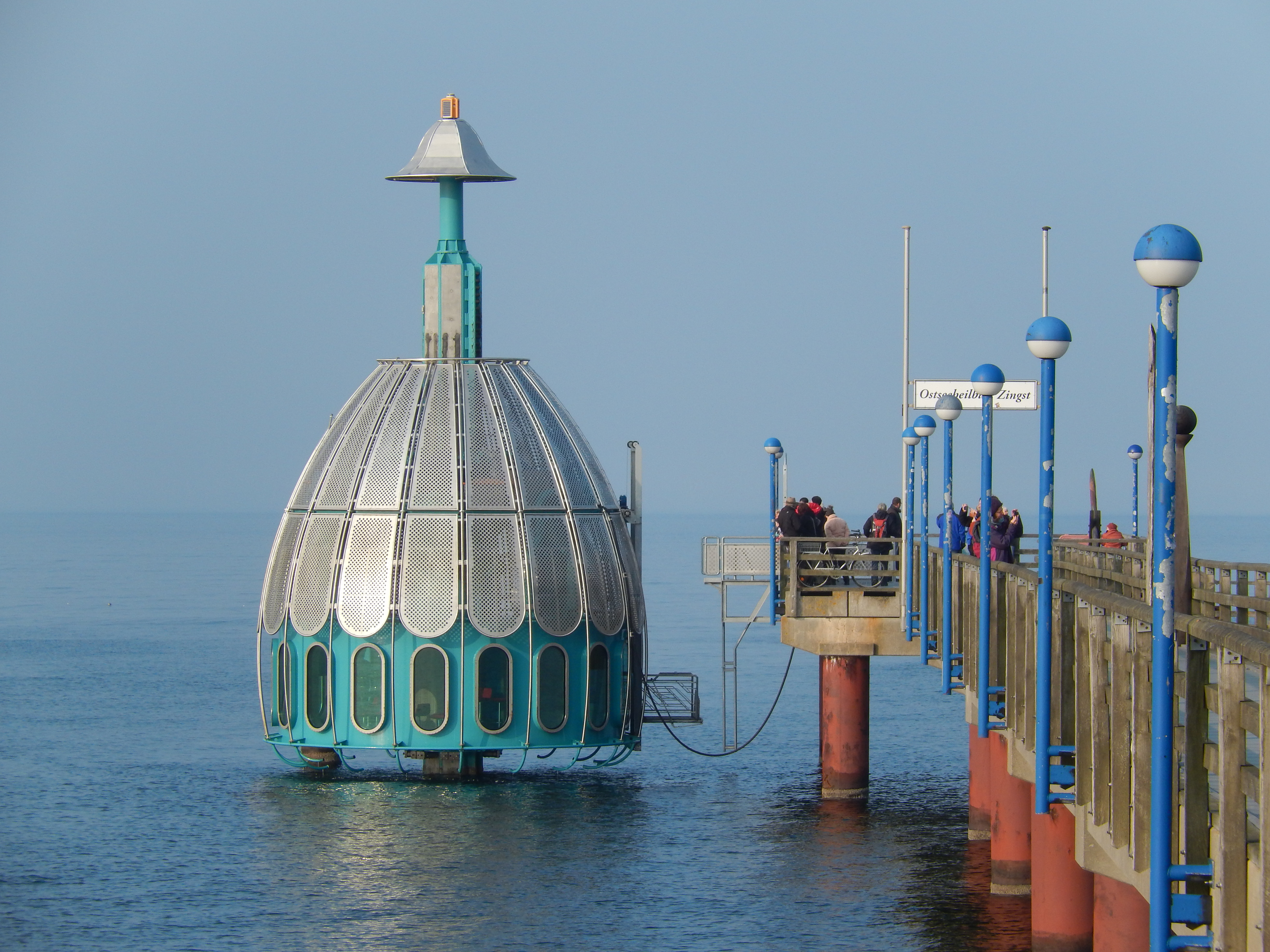
La cabine d'observation sous-marine
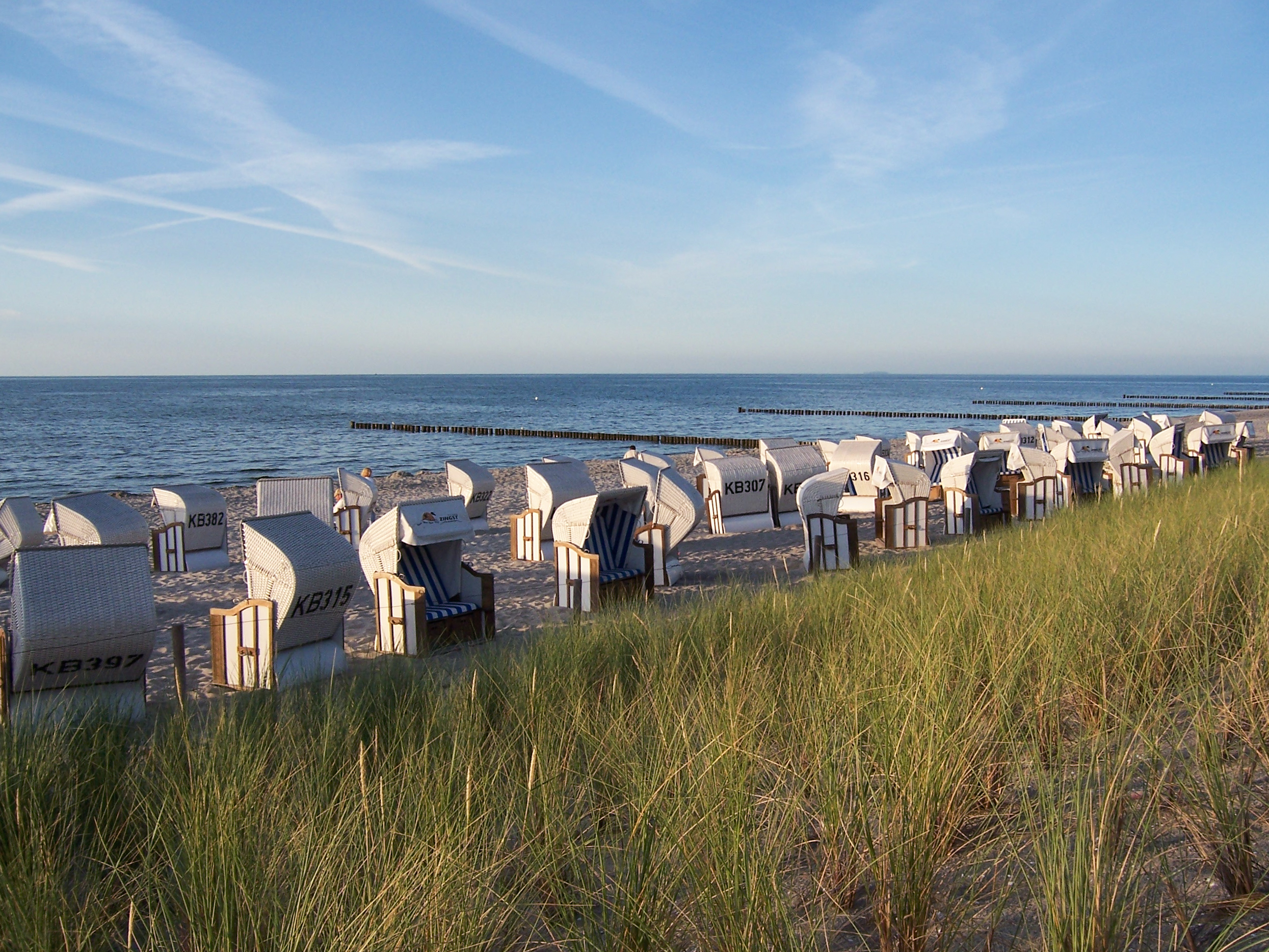
La plage
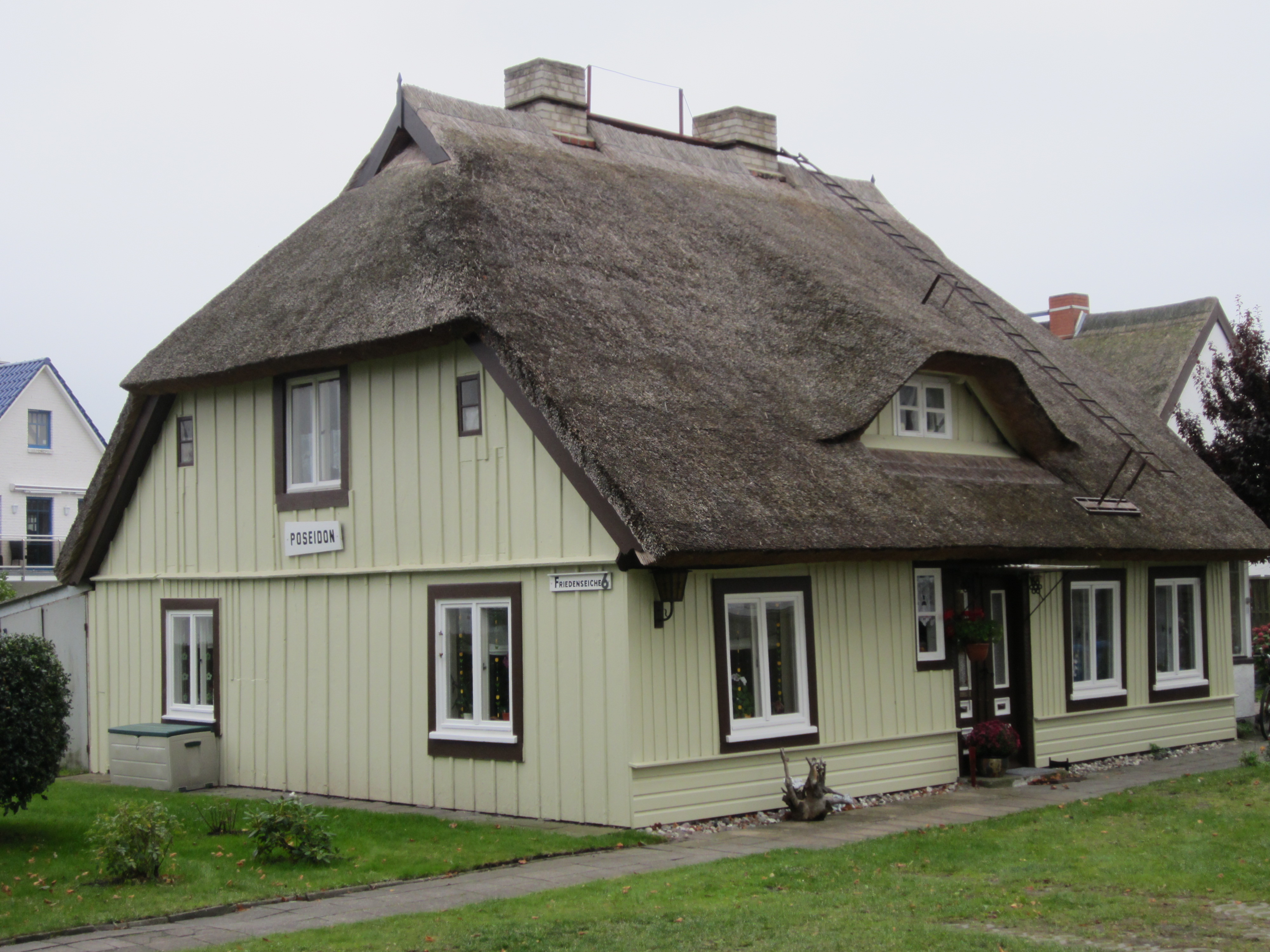
Maison typique

## Personnalités liées à la ville
- Bernhard Tessmann (1912-1998), ingénieur né à Zingst.
- Werner Kuhn (1955-), homme politique né à Zingst.